# Čadca
Čadca (polsky Czadca, německy Tschadsa, maďarsky Csaca) je okresní město na severu Slovenska, u hranic s Českou republikou a Polskem, v Žilinském kraji na řece Kysuci. Žije v něm přibližně 22 tisíc obyvatel. Kromě Slováků v okresu Čadca žijí také Poláci – goralské obyvatelstvo přesahující sem z Polska a z Těšínska.
Čadca je okresním městem. Jsou v něm textilní, strojírenské a potravinářské závody nebo Kysucké múzeum.

## Historie
Město vznikalo z malých osad valašského osidlování v 16. století, které bylo vyvoláno nedostatkem orné půdy a bohatstvím okolních lesů a množstvím pastvin. Dobré podmínky pro chov dobytka a ovcí, ale i množství kvalitního dřeva na stavbu obydlí i obchod podnítil rychlé osidlování do té doby řídce osídlených horských oblastí. Okolí Čadce patřilo do katastru Krásna nad Kysucou, které podléhalo Strečnianskému panství, které však vedlo o tuto oblast časté spory s Budatínským panstvím.
V 16. století ještě nebyla ustálená hranice mezi Uherskem a Slezskem a proto docházelo ke sporům i mezi tamními osadníky, kterým se nelíbilo pronikání Valachů na sever. Jedna z nejstarších písemných zmínek o osadě dorf Tzaczka pochází z roku 1565 a vzpomíná právě územní spor. Název zřejmě pochází od činnosti místních osadníků, kteří vypalováním získávali pastviny a ornou půdu, při čemž se "Čadil". Tento názor potvrzuje i existence názvů okolních osad Žarec, Čadečka a Horelica. Lety se používaly názvy Chatcha, Czacza, Szattcza, Chatcza, Čatca, Czača a od roku 1918 již dnešní podoba Čadca.
Počet obyvatel Čadce rychle rostl a již v roce 1676 zde vznikla římskokatolická farnost a byl postaven dřevěný kostel. Obec se stala centrem oblasti. Od 17. století vzniká mnoho kopaničářského usedlostí, dodnes typických pro celé Kysuce, ale rozvíjely se i obce a městečka, centra obchodu a řemesel. V městečku počátkem 18. století vznikla pobočka žilinské poštovní stanice, byl vybudován nový kostel sv. Bartoloměje (1734 - 35) a v roce 1751 se už vzpomíná místní škola. Vzestup významu Čadce nastal po roce 1773, kdy se stanovila hranice a tehdy ještě obec se stala centrem Kysuckého distriktu Strečnianského panství. Změna výsad nastala 9. ledna 1778, kdy královna Marie Terezie udělila obci "Csatza" městské výsady s Jarmočná právem.
Během neklidných revolučních let, 4. prosince 1848, obsadila město císařská vojska. Spolu se slovenskými dobrovolníky se zde zdržovali Ľudovít Štúr, Jozef Miloslav Hurban a vojenští velitelé povstalců F. Zach a B. Bloudek. Právě v Čadci vydala Slovenská národní rada 6. prosince 1848 výzvu s cíli a požadavky, namířenými proti maďarskému útlaku. Kysucké město se tímto stalo na pár dní fakticky hlavním městem Slovenska. Této události je dnes věnován památník na náměstí Svobody. Později zde v letech 1854-58 jako soudní úředník působil i významný štúrovský básník Janko Kráľ.
Důležitou událostí v dějinách města byla výstavba Košicko-bohumínské dráhy, která v roce 1871 dopravně spojila Čadca s průmyslovým Slezskem i Povážím. V roce 1884 byla vybudována železniční trať Čadca–Zwardoń, spojující Kysuce s Polskem. Zlepšení dopravy podnítilo hospodářský rozvoj a ve městě a okolí vzniklo několik parních pil a v roce 1903 i hornouhorských textilní továrna. Od roku 1912 byly ulice osvětlené elektrickým osvětlením a 9. července 1914 byla otevřena i železniční trať Čadca - Makov.
V těžkých meziválečných časech byl zásluhou místního odboru Matice slovenské v letech 1926-28 vybudován ze sbírky obyvatel Palárik dům, který se stal místem kulturně výchovné činnosti. Výrazně se realizovalo i místní ochotnické divadlo, které ve městě vzniklo již v roce 1898. V letech 1932-35 v centru města přibyly i budovy dnešního městského a okresního úřadu.
Zlepšení ekonomické a sociální situace obyvatel nastal až po osvobození 1. května 1945 a konci druhé světové války. V roce 1946 byla obnovena výroba v místní textilce, která se stala závodem podniku Slovena. V 40. letech se rozběhla i výroba hasicích zařízení. V závodě Tatra byly vyráběny komponenty pro tuto automobilku. Specifickým a světoznámým podnikům se stalo družstvo Okrasa, které desetiletí vyrábí skleněné vánoční ozdoby.

## Části města
- Horelica
- U Hluška
- Podzávoz
- Čadečka
- Milošová
- Vojty
- Rieka
- U Sihelníka
- Drahošanka
- Kýčerka
- Žarec

## Doprava
Dopravní spojení zajišťuje mezinárodní silnice E75.  Na území města je na trase slovenské dálnice D3 tunel Horelica. Čadca leží na někdejší Košicko-bohumínské dráze, dodnes magistrální trati spojující severní Moravu a Slezsko se Slovenskem (současný stav je popsán v článku železniční trať Bohumín–Čadca).

## Osobnosti

### Rodáci
- František Jurga (1909–1963), matematik
- Karol Kállay (1926–2012), fotograf a dokumentarista
- Jaroslav Klemeš (1922–2017), veterán československého zahraničního odboje za druhé světové války
- Ľubomír Michalík (* 1983), fotbalista

### Čestní občané
- Karol Kállay (1926–2012), fotograf a dokumentarista
- Carlo Vender (1927–2019), italský občan, čestné občanství mu bylo uděleno trvalou podporu míchání pěveckého sboru Kysuca a folklorního souboru Kelčovan a za šíření kysucké a slovenské kultury v zahraničí.
- Ján Chryzostom Korec (1924–2015), nitranský biskup
- Jaroslav Klemeš (1922–2017), veterán československého zahraničního odboje za druhé světové války
- Vojtěch Didi (* 1940), hudební skladatel, dirigent
- Anton Blaha (* 1934), advokát, správce Kysucké kulturní nadace, čadčanský rodák
- Michał Zaleski (* 1952), prezident města Toruň

## Společnost
V kulturním domě na Matičním náměstí se nachází kino, které bylo v roce 2012 modernizováno. Promítá se v 2D digitální podobě, plánuje se i rozšíření pro 3D promítání.

### Sport
- Kysucký maratón - druhý nejstarší maraton na Slovensku.
- FK Čadca – fotbalový klub
- HBK Čadca Lions - hokejbalový klub
- MHK Čadca - házená ženy

### Školství
- Gymnázium Jozefa Miloslava Hurbana
- Obchodní akademie Dušana Metoda Janoty
- Pedagogická a Sociální akademie sv. Márie Goretti
- Střední zdravotnická škola sv. Františka z Assisi
- Střední odborná škola technická
- Střední odborná škola obchodu a služeb

## Pamětihodnosti
Ve městě je římskokatolický kostel svatého Bartoloměje apoštola z roku 1734 a na sídlišti Kýčerka stojí kostel svatého Josefa Dělníka, dokončený v roce 2002. Ve správním území města se nachází přírodní památky Megonky, Bukovský a Vojtovský prameň.

## Fotogalerie

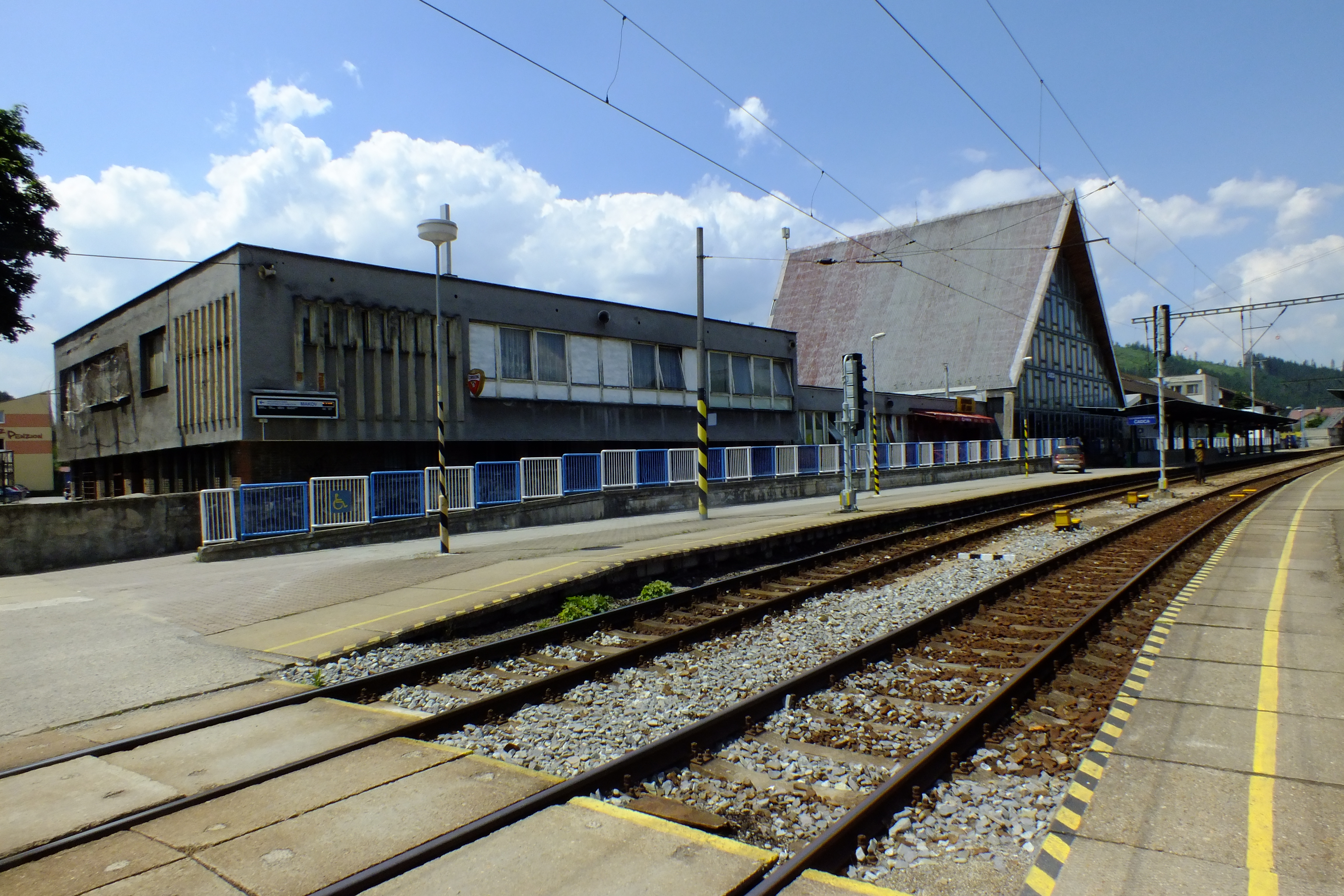
Vlakové nádraží
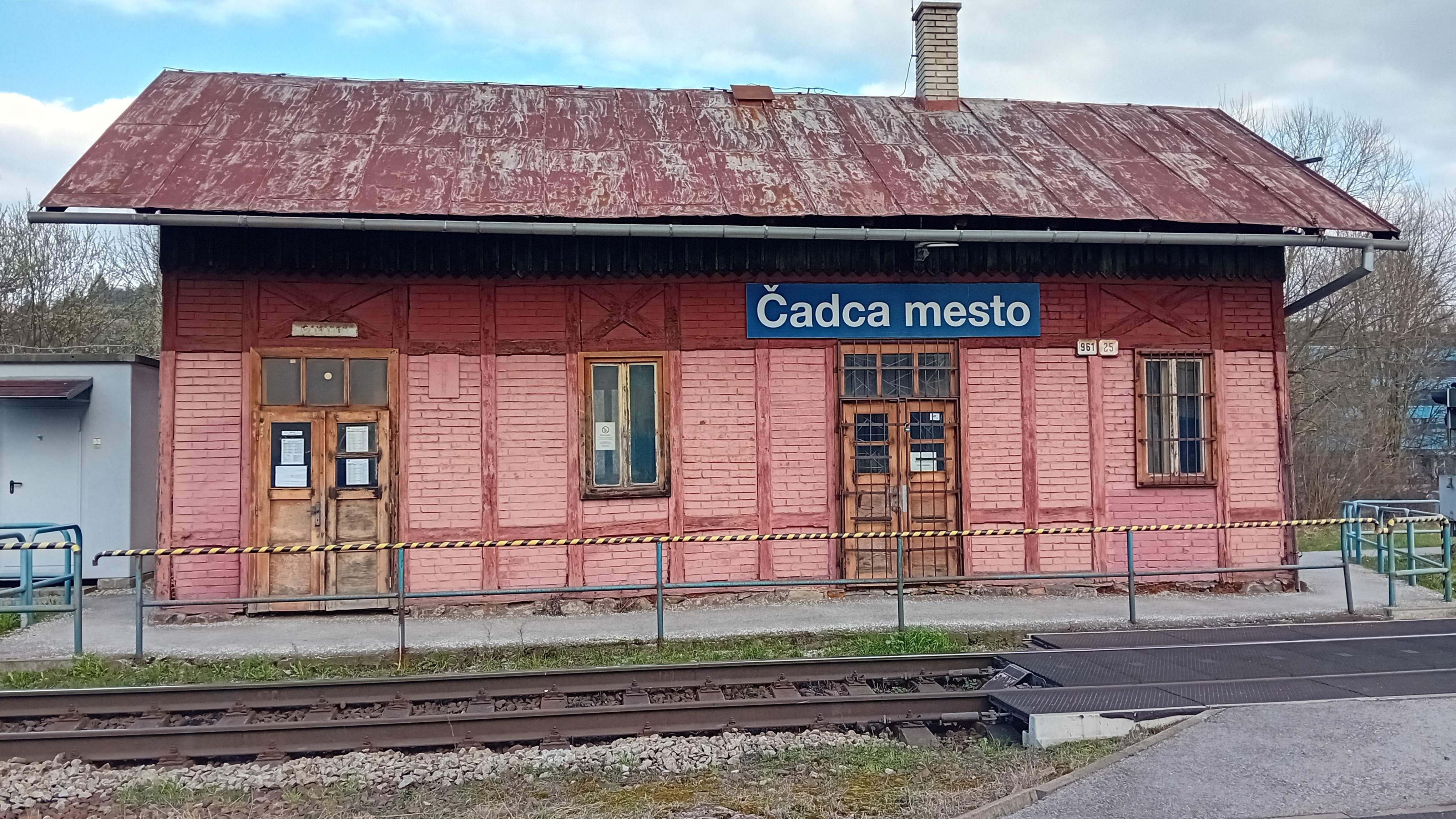
Železniční zastávka Mesto
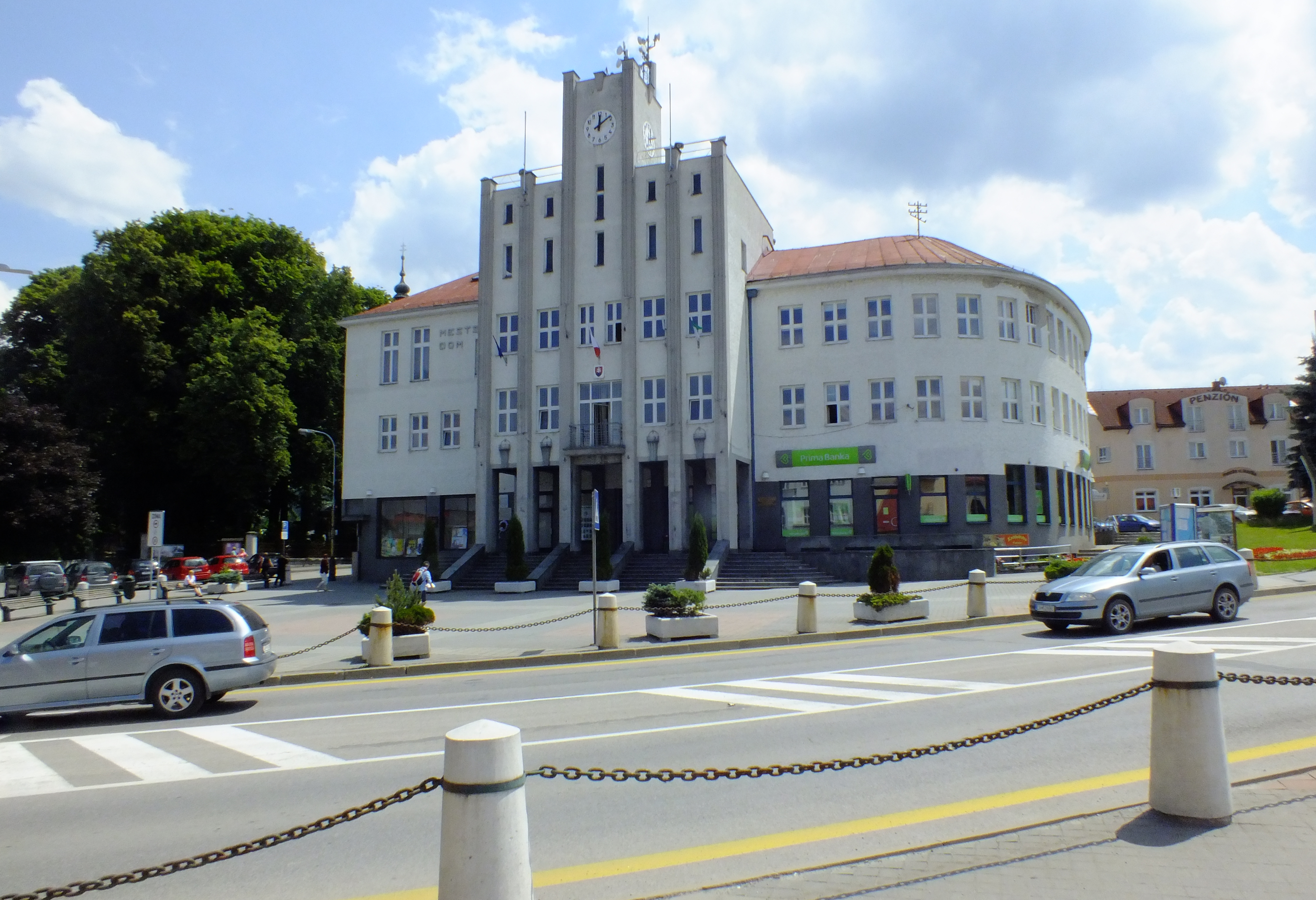
Městský úřad v Čadci
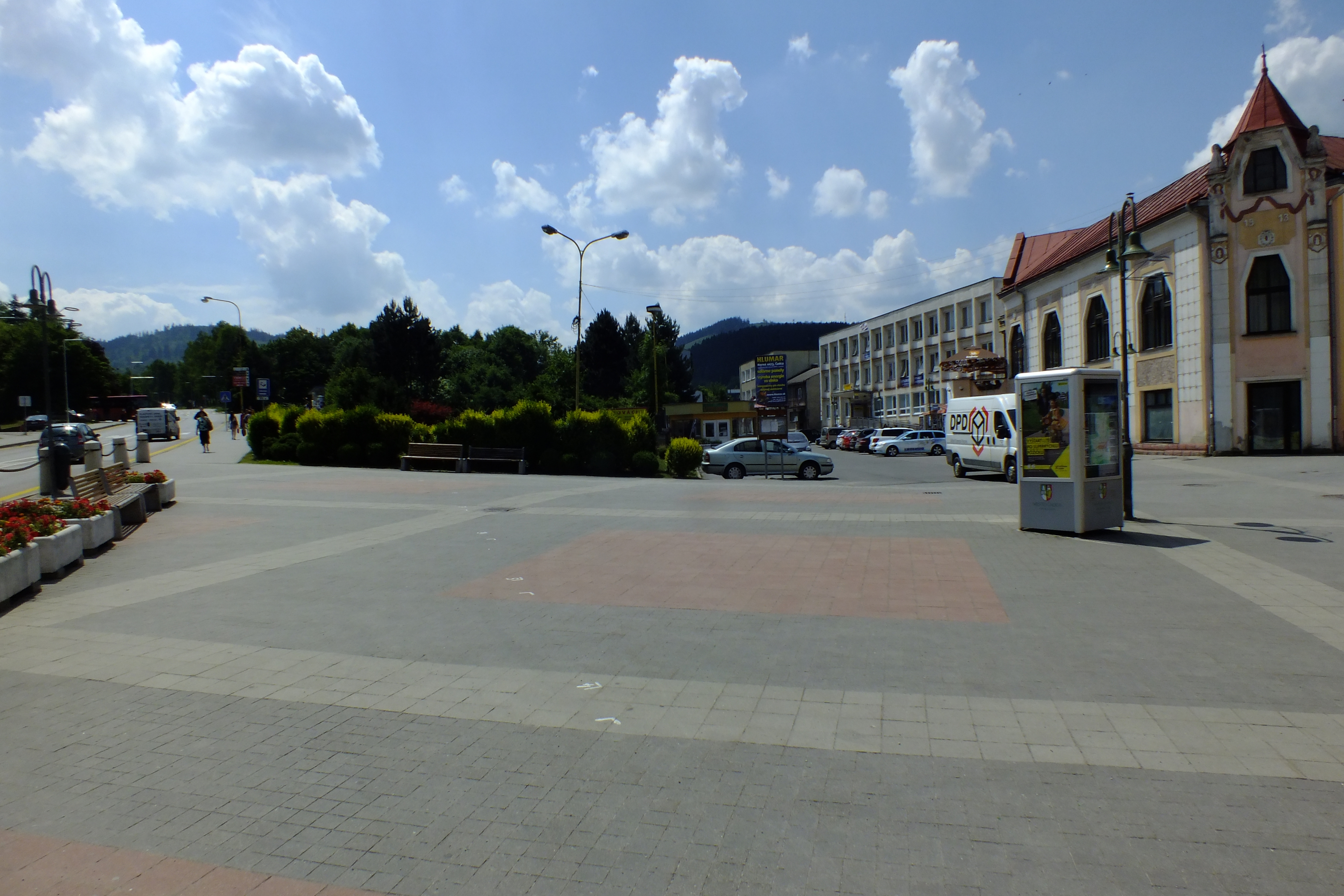
Náměstí v Čadci
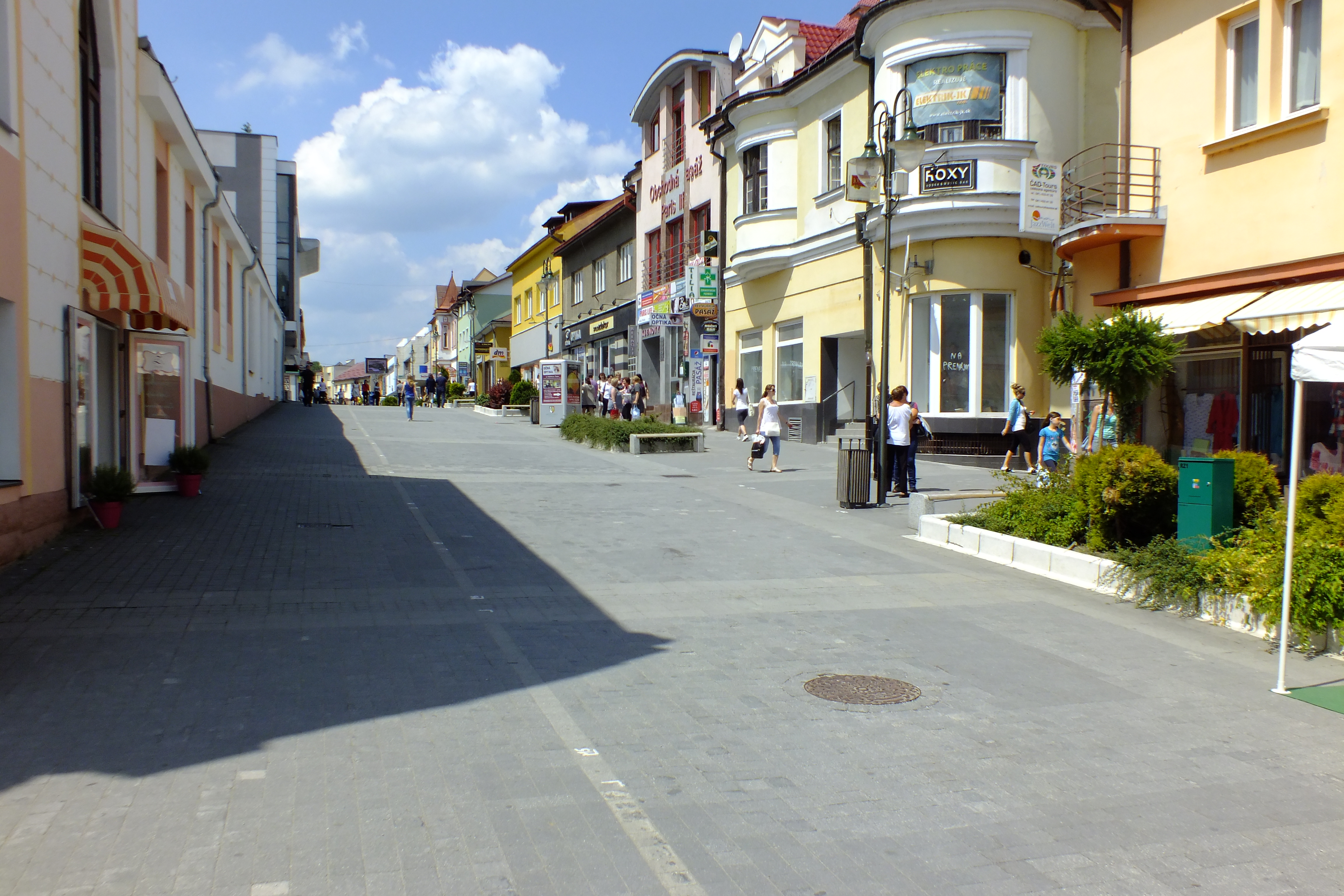
Centrum města
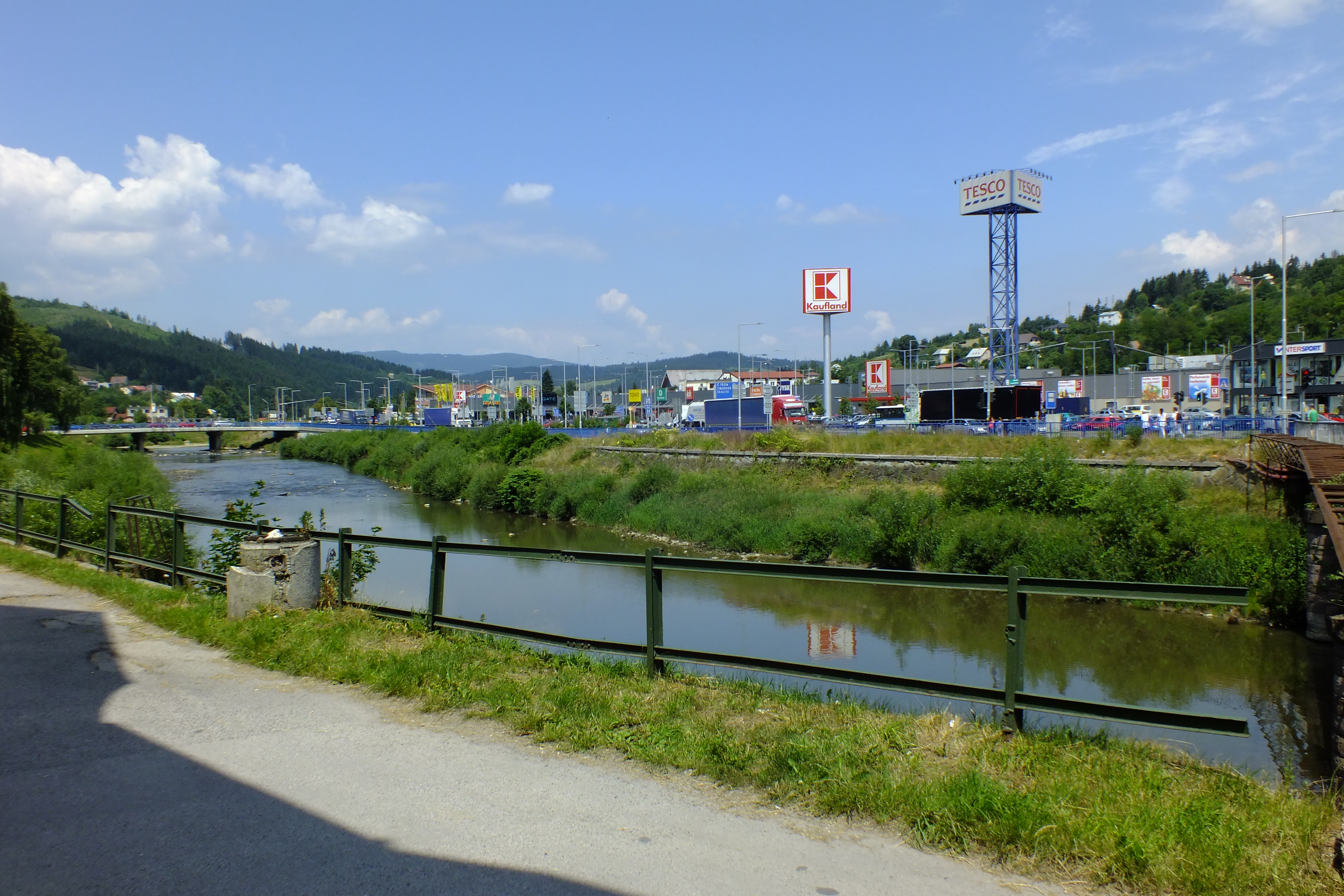
Nákupní středisko v Čadci

## Partnerská města
- Valašské Meziříčí, Česko
- Toruň, Polsko
- Żywiec, Polsko